# Frederico (principe)
Frederico in latino Fredericus (... – 492/493) è stato un principe germanico fu il capo dei Rugi dal 487 al 492/493.

## Biografia
Frederico era un figlio del re dei Rugi Feleteo. Alla fine del 487, Odoacre, re d'Italia, invase il regno dei Rugi e lo distrusse. Il padre di Frederico e sua madre, la principessa ostrogota Giso, furono catturati e giustiziati in Italia. Frederico riuscì fuggire ed a raccogliere i rimanenti sopravvissuti rugi. Nel 488 tentò di riconquistare il loro regno, ma fu sconfitto dal fratello di Odoacre, Unulfo. 
Dopo che i tentativi di riconquistare il loro territorio fallirono, Frederico e i suoi seguaci cercarono aiuto da Teodorico il Grande, re degli Ostrogoti e probabilmente cugino di sua madre, marciando a valle lungo il Danubio fino a Novae, vicino a Svishtov. Non incontrarono alcuna opposizione lungo la strada, il che è interpretabile come un avallato da parte dell'impero romano d'Oriente, il quale potrebbe aver organizzato tutto in anticipo. Nel 489, poco dopo l'arrivo di Frederico, Teodorico fu nominato sovrano d'Italia dall'imperatore romano d'Oriente Zenone. 
Dopo aver accompagnato Teodorico in Italia, Frederico e i Rugi furono responsabili della protezione di Pavia. Lì trattarono duramente la popolazione romana, per la quale Frederico fu rimproverato da Teodorico. Nell'agosto 491 Teodorico intervenne personalmente a Pavia, cosa che fece disertare Frederico, il quale passò da Teodorico a Tufa, generale di Odoacre. Frederico e Tufa tuttavia vennero alle armi e nel 492, o forse nel 493, i due combatterono da qualche parte tra Verona e Trento. Tufa, e probabilmente anche Frederico, furono uccisi in questa battaglia. I Rugi da allora in poi si unirono a Teodorico.